# Grumpy Cat

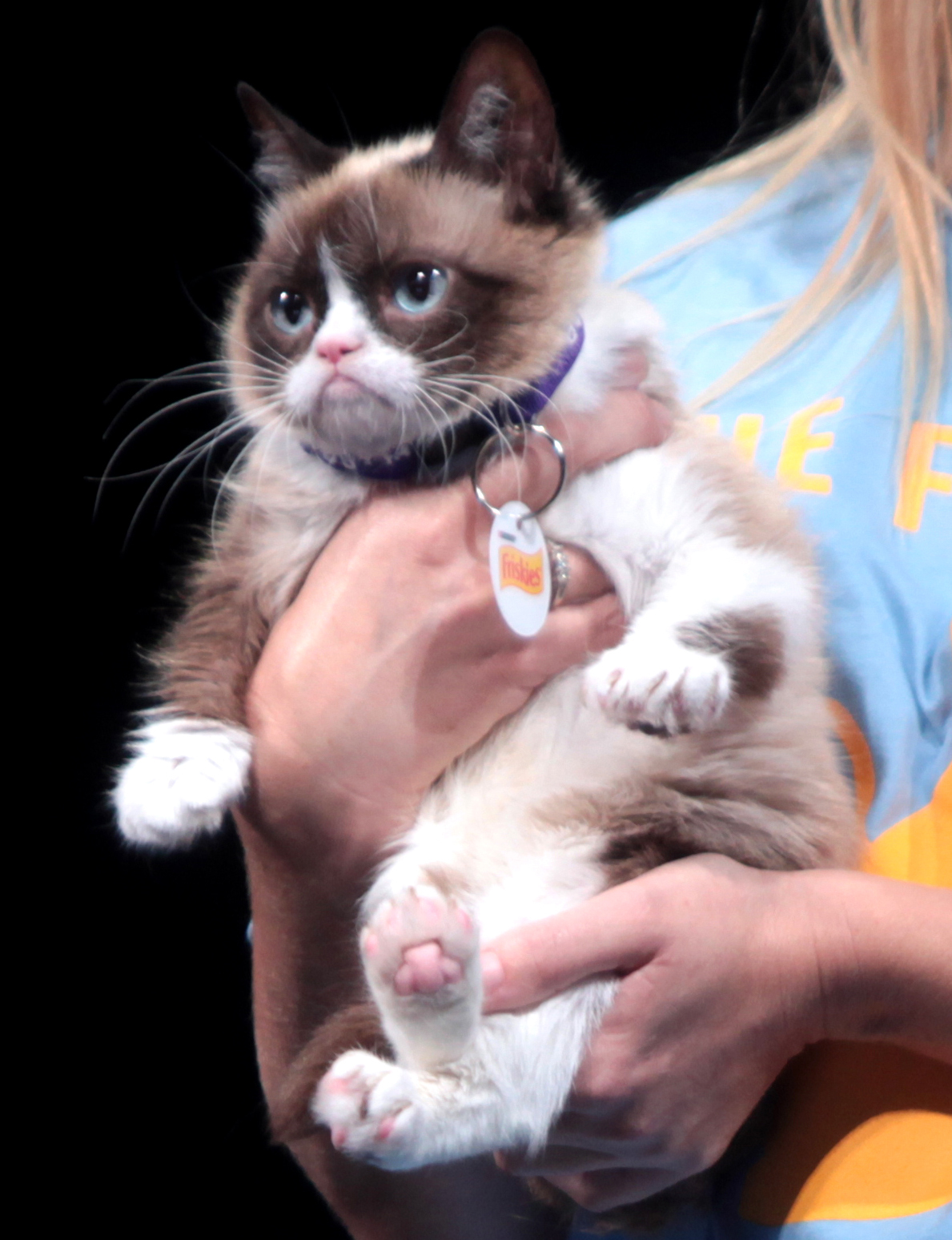
Grumpy Cat på bild.

Grumpy Cat (efter the grumpy cat, "den griniga katten"), född 4 april 2012, död 14 maj 2019, riktigt namn Tardar Sauce (efter tartar sauce, "tartarsås"), var en tam honkatt från Arizona i USA som blivit internetkändis på grund av sin griniga mimik. Hennes ägare Tabatha Bundesen säger att hennes permanenta griniga ansikte berodde på underbett och dvärgväxt.
Grumpy Cats popularitet kommer ursprungligen från en bild som postades på den sociala nyhetssidan Reddit av Tabatha Bundesens bror Bryan den 22 september 2012. Den gjordes till ett bildmakro med griniga bildtexter. "The Official Grumpy Cat" på Facebook hade i april 2018 över 8,5 miljoner gillamarkeringar.
I augusti 2015 meddelades det att Grumpy Cat skulle få en egen vaxdocka på Madame Tussauds i San Francisco – en vaxdocka som även ställdes ut på bl.a. Madame Tussauds i Las Vegas och i London under 2016.  Hon är den första katten att få en vaxdocka på Madame Tussauds.
Grumpy Cat är en av de mest kända katterna på nätet, och i december 2014 uppgavs det att hon dragit in över en halv miljard kronor till sina ägare. Pengarna kom bl.a. från böcker, leksaker och kläder som sålts i Grumpy Cats namn.
Hon avled den 14 maj 2019 av komplikationer från en urinvägsinfektion.